# Řiditelné torpédo

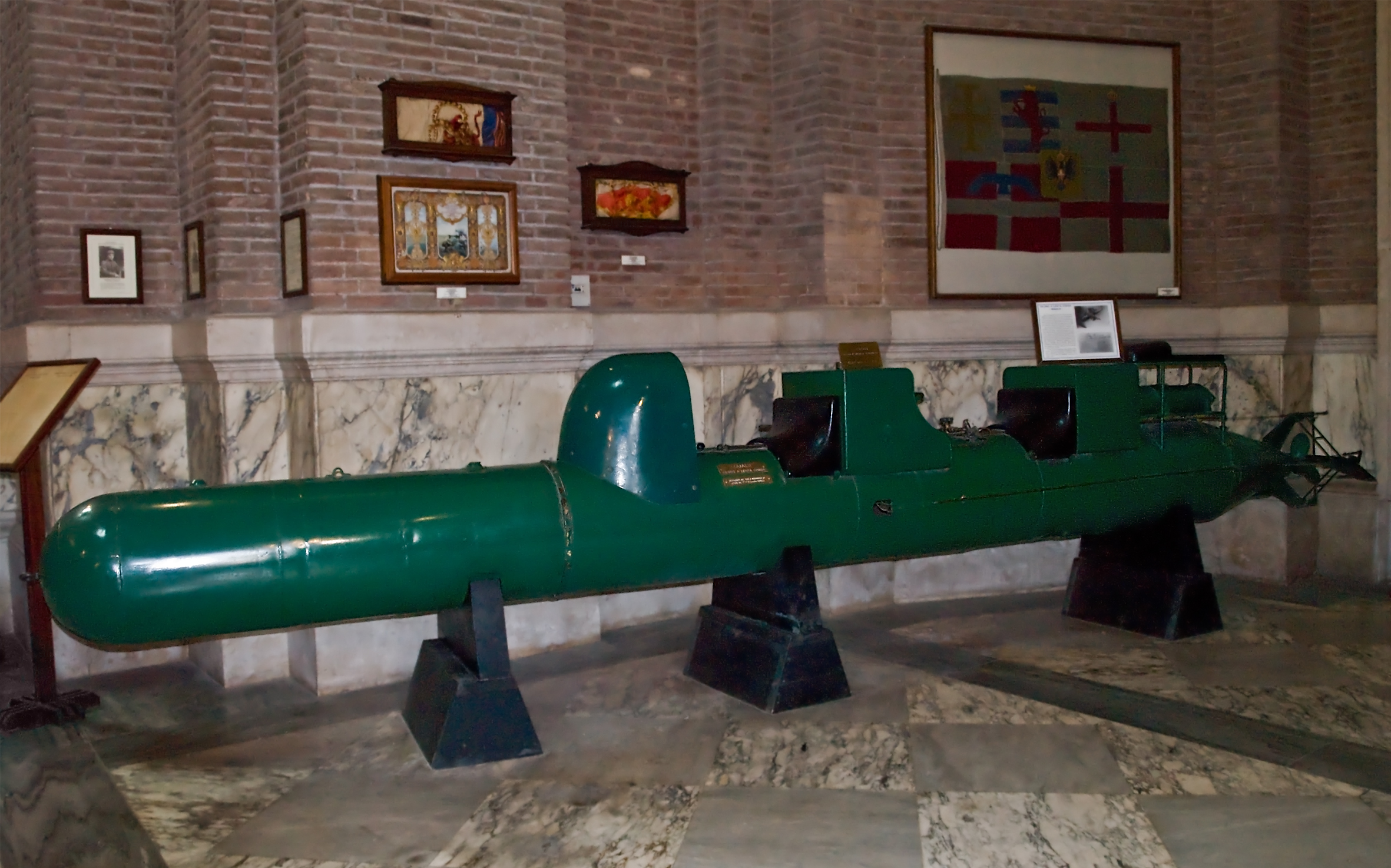
Italské řiditelné torpédo Maiale vystavené v muzejní expozici v Římě

Řiditelné torpédo je druh z torpéda koncepčně vycházející miniponorky, využívané zejména pro speciální operace za druhé světové války.

## Historie

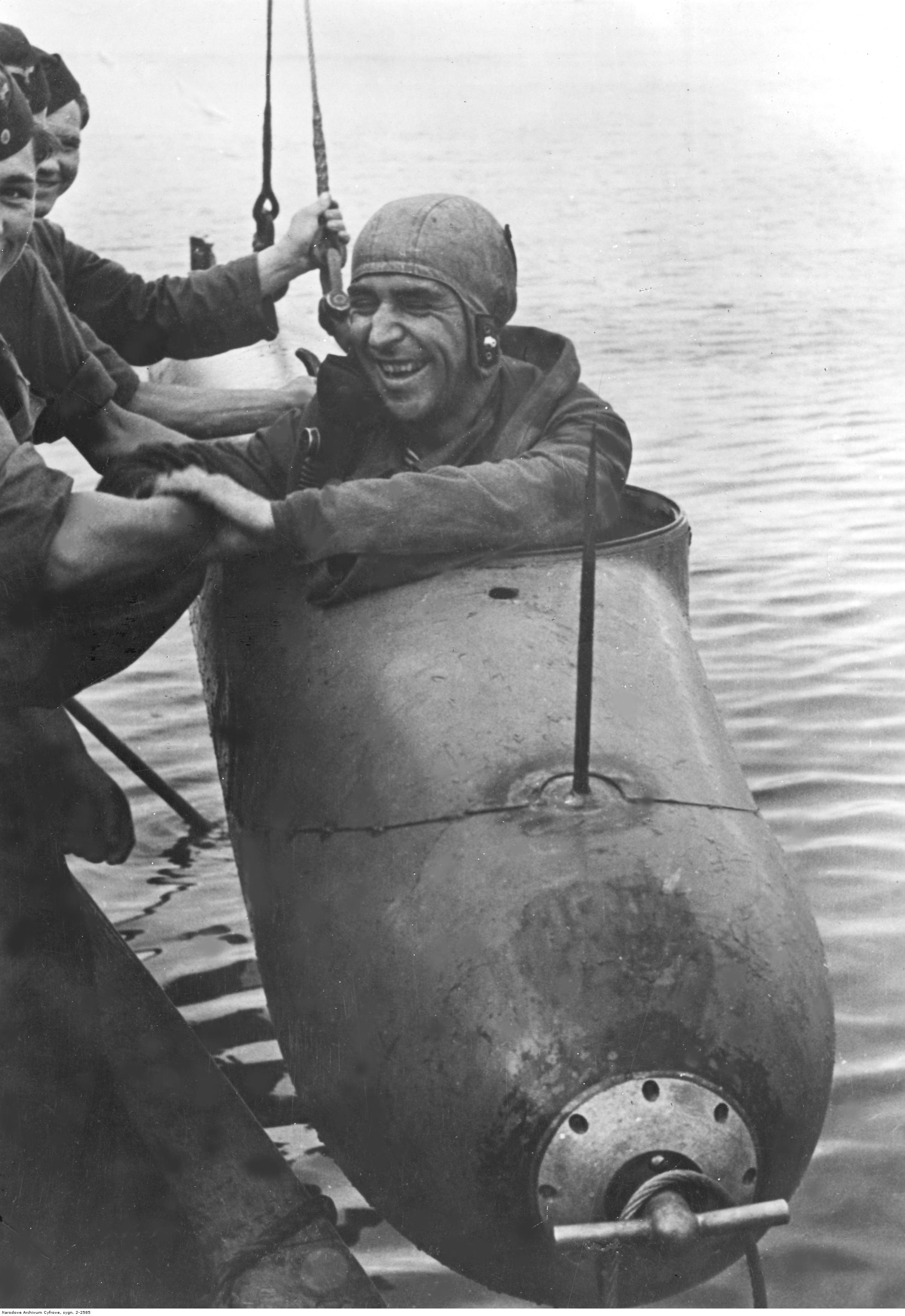
Walter Gerhold v kokpitu řiditelného torpéda Neger

Počátek nasazení nekonvenčních miniponorek proti válečným lodím lze ztotožnit s neúspěšným útokem americké miniponorky Turtle na britskou válečnou loď HMS Eagle roku 1776. Prvním řiditelným torpédem byla Mignatta, kterou za první světové války vyvinul italský námořní důstojník Raffaele Rossetti. Jím vytvořený prostředek tvořilo pro pomalou plavbu upravené torpédo, ovládané dvoučlennou posádkou (torpéda se během plavby přidržovala) a vyzbrojené dvojicí min. Dne 1. listopadu 1918 jedna Mignatta pronikla na rakousko-uherskou základnu v Pule a tam potopila dreadnought SMS Viribus Unitis.
Ve 30. letech 20. století italské královské námořnictvo získalo modernizovanou verzi Mingatty, která byla oficiálně označena jako Siluro a Lenta Corsa (tedy pomalu plovoucí torpédo), ale brzy získala přezdívku Maiale (prase). Italští žabí muži s nimi za druhé světové války dosáhli řady úspěchů, včetně vážného poškození dvou britských bitevních lodí třídy Queen Elizabeth v roce 1941. Během války rovněž vznikla zdokonalená verze Siluro San Bartolomeo.
Na úspěšné nasazení italských miniponorek Maiale Britové roku 1942 reagovali výrobou vlastního stejně koncipovaného plavidla Chariot, jeho verze Mk.1 odpovídala svému italskému vzoru a verze Mk.2 představovala výrazně přepracované plavidlo se zlepšenými výkony. Posádkám Chariotů se mimo jiné podařilo potopit italský těžký křižník Bolzano a téměř dokončený italský lehký křižník Ulpio Traiano.
Vlastní řiditelná torpéda za druhé světové války vyvinulo rovněž Německo a Japonsko. V obou případech šlo o plavidla, která měla napomoci ke zvratu ve špatně se vyvíjející válce. Německé prostředky Neger a Marder vyvinuté v letech 1943–1944 byly tvořené dvojicí nad sebou zavěšených torpéd, přičemž v horním se nacházel kokpit pilota a spodní bylo při bojovém nasazení vypouštěno na cíl. Německá řiditelná torpéda byla nepříliš úspěšně nasazena roku 1944 proti spojeneckému vylodění v Normandii.
Až do krajnosti byl koncept řiditelného torpéda doveden v Japonsku, kde byl roku 1944 do výzbroje zařazen prostředek Kaiten, tedy sebevražedné torpédo, které bylo svým pilotem řízeno až do okamžiku nárazu do cíle. Pilot torpéda při tom samozřejmě zahynul.

## Hlavní prostředky

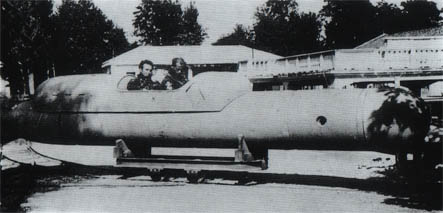
Italské řiditelné torpédo Siluro San Bartolomeo

- Itálie Italské královské námořnictvo
  - Mignatta
  - Siluro a Lenta Corsa (Maiale)
  - Siluro San Bartolomeo

- Japonsko Japonské císařské námořnictvo

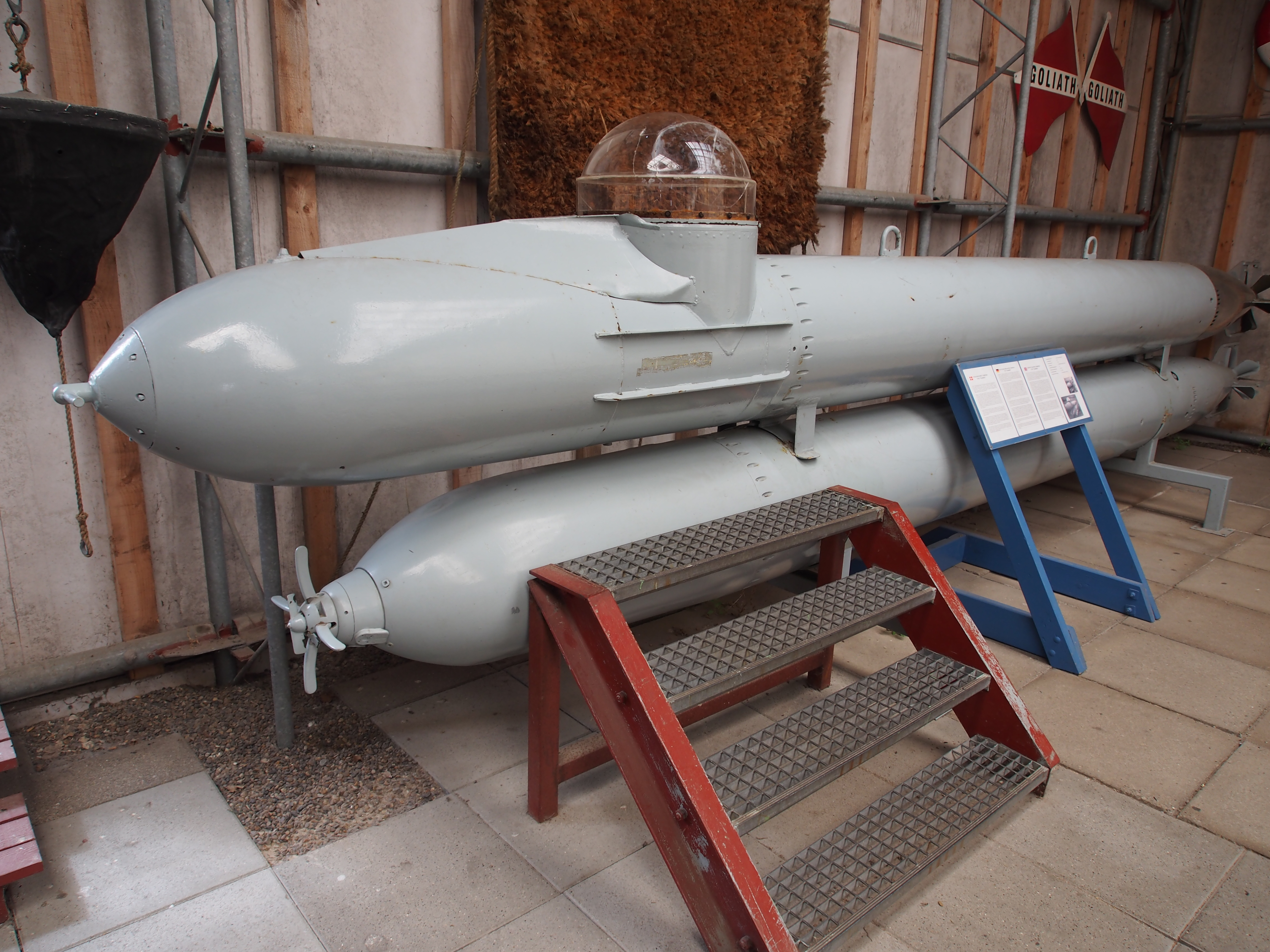
Německé řiditelné torpédo Marder

  - Kaiten

- Německá říše Kriegsmarine
  - Neger
  - Marder
  - Hai – pouze prototyp

- Spojené království Royal Navy
  - Chariot